# Regne de Còrdova
El regne de Còrdova va ser un dels regnes de la Corona de Castella, creat el 1236 arran de la presa de Còrdova. Va durar fins a la Divisió territorial d'Espanya de 1833, quan va ser transformat, amb lleugeres modificacions, en la província de Còrdova.